# ماكوتو يونيكورا
ماكوتو يونيكورا (باليابانية: 米倉 誠) (28 ديسمبر 1970 في غونما في اليابان – )؛ هو لاعب كرة قدم ياباني سابق كان يلعب كلاعب وسط.

## وصلات خارجية
- ماكوتو يونيكورا على موقع رابطة كرة القدم اليابانية للمحترفين (اليابانية)
- ماكوتو يونيكورا على موقع عالم كرة القدم.نت (الإنجليزية)